# アイグロマツ
アイグロマツ（間黒松、学名：Pinus x densi-thunbergii）は、マツ科マツ属の常緑針葉樹である。別名はアカクロマツ（赤黒松）、アイアカマツ（間赤松）、アイノコマツ（間の子松）。
アカマツとクロマツの交雑種で、赤褐色の樹皮はアカマツに、濃緑色で硬直な葉はクロマツに似る。吉祥の木としても植えられることがある。